# アルファロメオ・4C
4C（Alfa Romeo 4C）は、イタリアの自動車メーカー、アルファロメオがかつて販売していたライトウェイトスポーツカーである。
本項ではオープンモデルの4Cスパイダー（Alfa Romeo 4C Spider）についても記述する。

## 概要
2013年のジュネーヴ・モーターショーにおいて初公開された、アルファロメオ初の量産ミッドシップ車である。2015年にはソフトトップのオープンモデル「4Cスパイダー」が追加された。車名は「4 Cilindri」（クワトロ・チリンドリ）を略したもので、イタリア語で「4気筒」を意味している。
ミッドシップに横置き搭載される1,742 cc 直列4気筒DOHC直噴ターボエンジンは、ジュリエッタ クアドリフォリオ ヴェルデ用のパワーユニットを改良し、最高出力を235 PSから240 PSまで引き上げたものである。トランスミッションはフィアットグループが独自に開発した6速DCTの「アルファTCT」 (Twin Clutch Technology) が組み合わせられる。
シャシはダラーラにて製造されたフルCFRPモノコックを採用しており、モノコック単体の重量ではわずか65 kgしかなく、乾燥重量は895 kgとなった（エアコンが標準装備される日本仕様の車重は1,100 kg）。重量の軽さも相まって、パワーウェイトレシオは3.73 kg/PSを達成した。
生産は8Cコンペティツィオーネと同様、モデナにあるマセラティの工場で行われる。

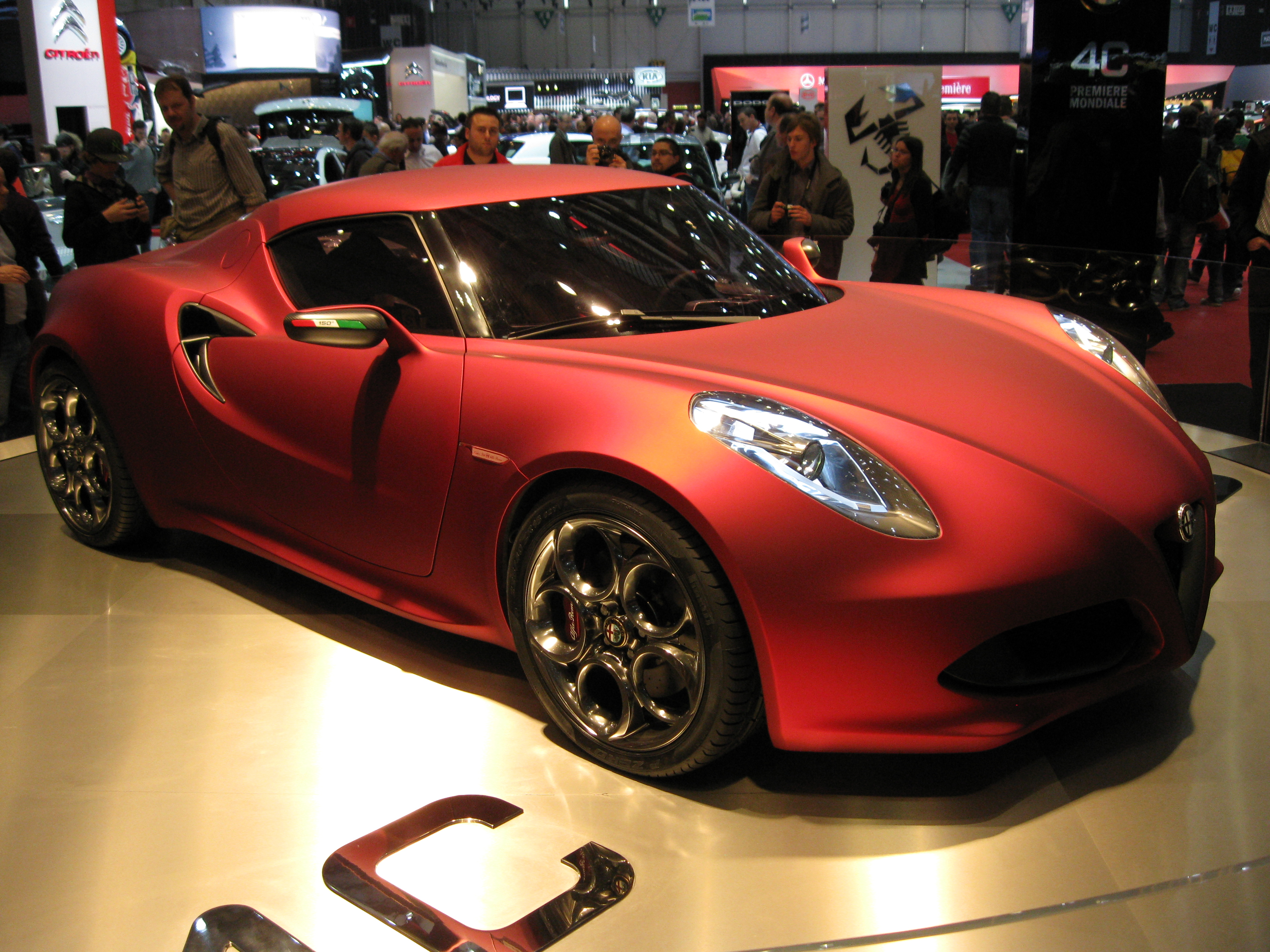
4Cコンセプト
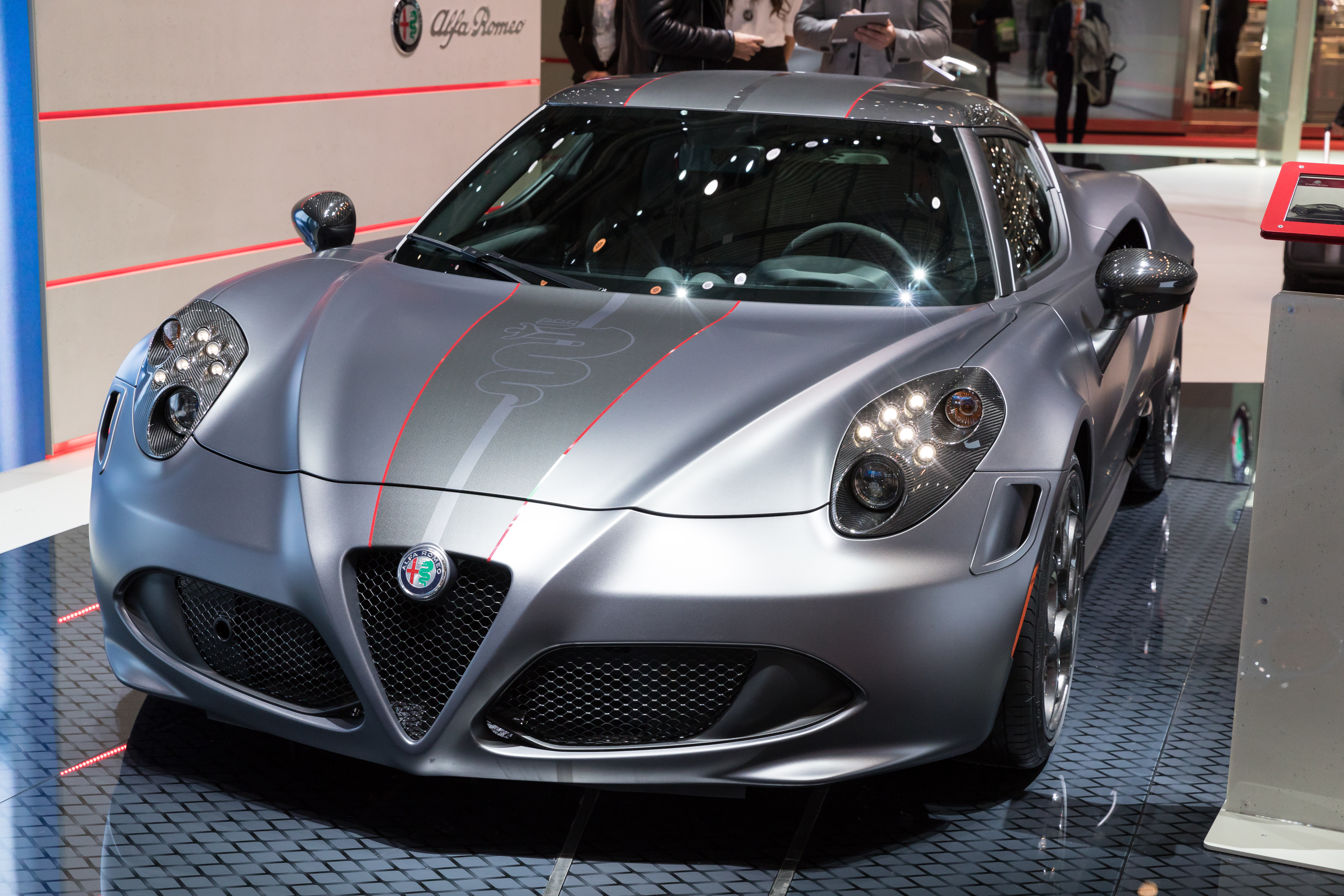
4Cコンペティツィオーネ
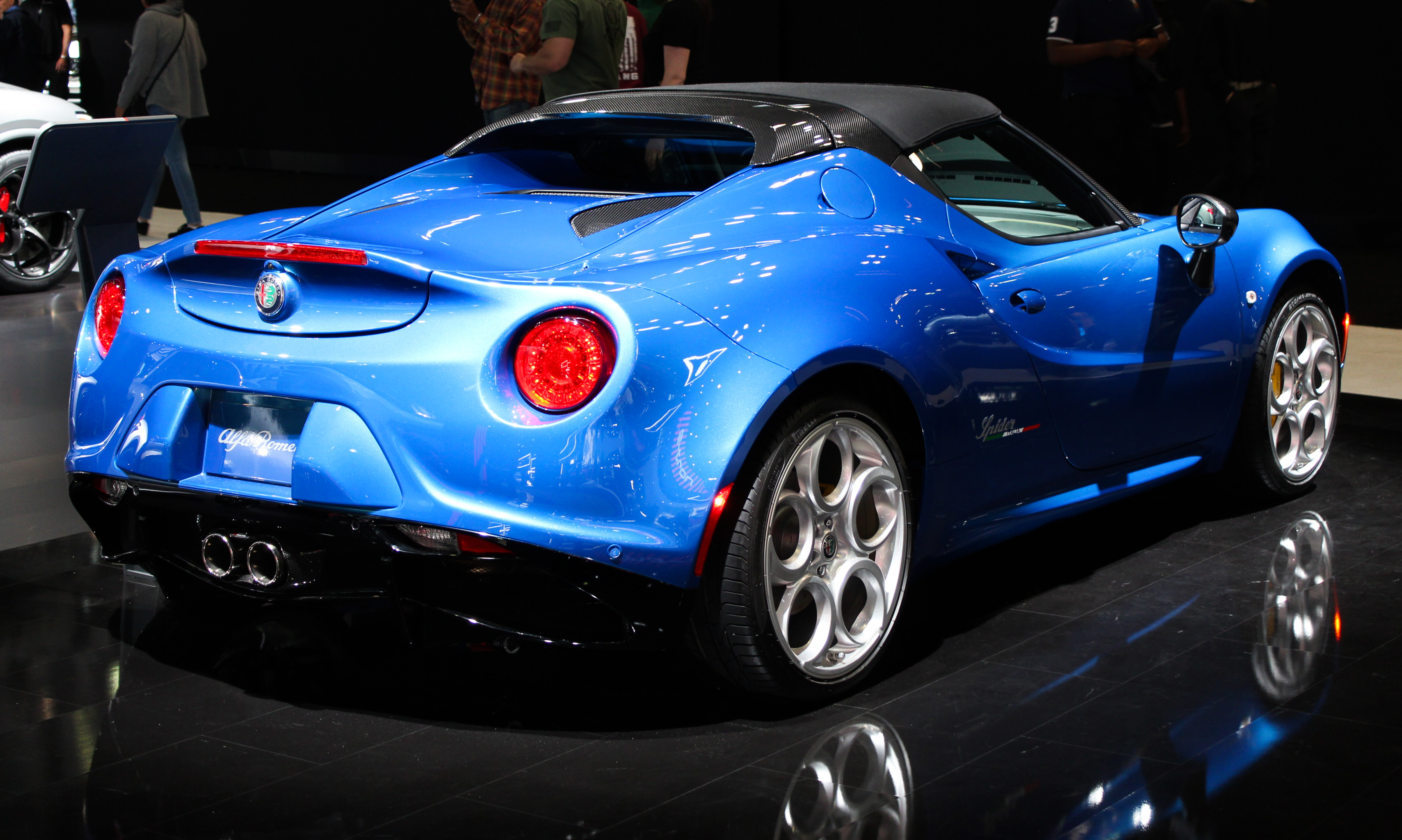
4Cスパイダー イタリア

## 年表
- 2011年3月1日
  - ジュネーヴ・モーターショーにおいて、ミッドシップ2シータースポーツカーのコンセプトモデル「4Cコンセプト」を公開[1]。
- 2013年3月5日
  - ジュネーヴ・モーターショーにおいて「4C」の市販モデルを公開[2]。
- 2014年3月4日
  - ジュネーヴ・モーターショーにおいて「4Cスパイダー」のコンセプトモデルを公開し、2015年初頭の発売がアナウンスされた[3]。
- 2014年5月27日
  - 「4C」を日本初公開し、同年7月1日に発売すると発表。標準モデルに加え、日本国内100台限定の特別仕様車「ローンチエディション」も設定。内外装にカーボンパーツを多用し、レザー・アルカンターラシートやHi-Fiサウンドシステムなどが専用装備として与えられる。価格は標準モデルが783万円、「ローンチエディション」が891万円。ハンドル位置は標準モデルでは左右から選択可能だが、「ローンチエディション」は左ハンドルのみとなる[4]。
- 2015年10月28日
  - 東京モーターショーに「4Cスパイダー」を出展し、同年11月21日に日本国内で発売すると発表。価格は861万円[4]。
- 2017年2月18日
  - 「4C」「4Cスパイダー」をマイナーチェンジして発売。これまでオプション設定だった「カーボンヘッドライトフレーム」と「プレミアムパッケージ」を標準装備とし、車体前後のブランドロゴも新しいデザインに変更された。価格はいずれも849万円[5]。
- 2017年5月1日
  - 特別仕様車「4C 107th エディション」「4Cスパイダー 107th エディション」（ワンオーセブンエディション）の注文受付を、同日から6月30日までの期間限定で開始。アルファロメオの創業107周年を記念し、「4C」「4Cスパイダー」のスポーツパッケージ装着車をベースに、日本国内未導入のカーボン製パーツなどの内外装オプションを特別装備したモデルである。「4C 107th エディション」にはカーボンルーフパネルが、「4C スパイダー 107th エディション」にはカーボンロールバーカバーが与えられるほか、スポーツサスペンションやハイグリップ仕様のタイヤ、アクラポヴィッチ（Akrapovic）製のデュアルモード付きチタニウムセンターエキゾーストシステムが装着される。インテリアには、シートカラーによってレッド、イエロー、ブラウンのステッチが施される。価格はいずれも1,070万円[6]。
- 2018年11月21日
  - 特別仕様車「4Cコンペティツィオーネ」「4Cスパイダー イタリア」の予約受付を開始。「4Cコンペティツィオーネ」は、専用フロントバンパーやカーボン製ルーフパネル、リアスポイラー、「ヴェスヴィオ・グレー・マット」の専用ボディカラーを採用。「4Cスパイダー イタリア」は、ピアノブラック仕上げのエアインテークやリアディフューザー、「ミザーノ・ブルー・メタリック」の専用ボディカラーを採用している。インテリアでは、スポーツレザーステアリングやレザー・アルカンターラシート、レザーまたはアルミニウムの加飾パネルなどを採用。センターコンソールには、シリアルナンバー入りの専用バッジが装着される。価格はいずれも1,110万円。ハンドル位置は左右から選択可能[7]。
- 2020年4月9日
  - 「4C」「4Cスパイダー」の同年内の生産終了を発表し、同日から同月30日までの期間限定で最終受注受付を開始[8]。
- 2020年12月16日
  - 北米で「4Cスパイダー」の特別仕様車「33ストラダーレ トリビュート」を発表し、同日注文受付開始。1967年に登場したミッドシップスポーツカー「33 ストラダーレ」をオマージュしたモデルで、北米では同車の車名にちなんで33台のみ生産される。ボディカラーには3層コートを施した専用色「ロッソ・ヴィラデステ」を採用。グレーとゴールドのアルミホイールに加えて、ブラックのディナミカスエードとタバコレザーを組み合わせたスポーツシートを装備する。その他、ダッシュボードとサイドシル、センターコンソールにはシリアルナンバー入りの専用プレートが装着される[9]。なお、日本向けには北米仕様に存在しない「4C」ベースのクーペモデルも設定され、「4C」「4Cスパイダー」で合計50台限定となる。価格はいずれも1,150万円。ハンドル位置は左右から選択可能[10]。